# Noel Gallagher
Noel Thomas David Gallagher, angleški pisec pesmi in pevec, * 29. maj 1967, Manchester, Anglija, Združeno kraljestvo.